# Antoine Court de Gébelin
Antoine Court de Gébelin (Nîmes, 1724-1728 – Parigi, 10 maggio 1784) è stato un letterato ed esoterista francese.
Nato Antoine Court, aggiunse "de Gébelin" al proprio nome dal nome della nonna paterna.
Abbandonò il ministero di pastore protestante per dedicarsi ai suoi studi, che inclusero alcune delle principali teorie esoteriche dell'epoca, come i Rosacroce, l'ermetismo, la cabala, le teorie di Emanuel Swedenborg e la massoneria esoterica. È autore di una poderosa opera in volumi nel quale sostenne che l'umanità avesse vissuto una perduta età dell'oro, prima di frammentarsi in più civiltà disperdendo e dimenticando l'antica sapienza. La sua interpretazione dei tarocchi come creati dagli antichi sacerdoti Egizi per nascondervi la propria sapienza, diede inizio alla tradizione esoterica che li considera una fonte di conoscenza arcana.

## Biografia
Il padre di de Gébelin, Antoine Court, leader ugonotto, lasciò la Francia alla revoca dell'Editto di Nantes, portando con sé il figlio. Court de Gébelin iniziò a seguire la carriera ecclesiastica studiando al seminario di Losanna dove concluse gli studi nel 1754 e rimase insegnando filosofia e collaborando con il padre per mantenere i contatti con la chiesa riformata francese. Dopo la morte del padre tornò in Francia e abbandonò il ministero per dedicarsi ai suoi interessi letterari, trasferendosi a Parigi per poter aver più facile accesso ai testi che gli interessava consultare. Fu iniziato alla massoneria nella loggia Les Amis Réunis, nel 1771, dove tenne una serie di conferenze sul significato allegorico dei gradi massonici e successivamente fece parte della loggia Les Neuf Sœurs.
Reinterpretando la rievocazione classica e rinascimentale di un'età dell'oro all'alba della storia umana, propose un ritorno a essa e affermò che la civilizzazione primitiva mondiale era stata avanzata e illuminata. È il padre intellettuale di molti concetti del moderno occultismo. Si concentrò sull'origine universale dei linguaggi in tempi antichi e sull'ermeneutica del simbolismo. Anche se le sue opinioni sull'ermeneutica e sulla religione erano in generale conservatrici, le sue idee e ricerche originali sulle origini del linguaggio lo pongono tra i pionieri della linguistica. A partire dal 1773 iniziò la pubblicazione dell'enciclopedia Le Monde primitif, analysé et comparé avec le monde moderne, nella quale espose le sue idee. Pubblicò complessivamente nove volumi, ma l'opera rimase incompleta a causa della sua morte, sopravvenuta nel 1784..
Le ipotesi storiche di Gébelin, la sua lettura del mito e l'importanza che egli diede alla linguistica comparativa divennero materiale teorico fondamentale per l'astronomo Jean Sylvain Bailly, che, anche attraverso le prove (o presunte tali) che Gébelin aveva raccolto, tentò di dimostrare la tesi (fondamentale nella sua concezione della storia) dell'antica esistenza di un'originaria civiltà nordica. L'influenza che Gébelin ebbe su Bailly è oggi completamente acclarata, anche in virtù del fatto che entrambi appartennero alla loggia Les Neuf Sœurs.
Sostenne le nuove teorie economiche e l'indipendenza degli Stati Uniti d'America collaborando alla pubblicazione periodica Affaires de L'Angleterre et de l'Amérique, pubblicata a partire dal 1776.
Nel 1760 pubblicò l'opera Les Toulousaines nella quale sosteneva i diritti dei protestanti e successivamente fondò un ente a Parigi per raccogliere informazioni sulla loro pubblicazione e per suscitare il pubblico interesse a sostegno della loro causa.
Nei suoi ultimi anni divenne un sostenitore della teoria del magnetismo animale di Franz Mesmer e si sottopose a terapia per dolori che aveva alle gambe. Morì mentre era in cura.

## I tarocchi
Nell'VIII volume di Le Monde primitif pubblicato nel 1781 incluse un suo saggio sui tarocchi. In questo racconta che la sua prima impressione nel vederli fu che si trattasse di un resto dei mitici Libri di Thot. Senza disporre della traduzione dei geroglifici, che Champollion effettuerà decenni dopo, sviluppò una propria ricostruzione della loro storia, secondo la quale i sacerdoti Egizi avrebbero distillato le conoscenze dei Libri di Toth nelle immagini delle carte per affidarle quindi in custodia agli zingari, che le avrebbero portate in Europa. De Gébelin associò inoltre i ventuno trionfi e "Il Matto" alle lettere dell'alfabeto egizio (ma che in realtà non sono ventidue), che affermò essere condivise con l'alfabeto ebraico.
Cercando di dare qualche concreta prova a sostegno della correttezza della sua teoria sull'origine egizia dei Tarocchi, Court de Gebelin riportò una serie di etimologie assolutamente false. Per esempio Ta-Ros, che significherebbe "sentiero reale della vita".  Mat, "ucciso" o anche "incrinato", perché i folli, scriveva, sono sempre rappresentati con il cervello felé. Pa-Gad, cioè il Bagatto, che sarebbe traducibile con "signore del destino". Ma tali termini, in realtà, non esiste alcun rapporto con la lingua egizia.
L'VIII volume conteneva anche un saggio firmato da "M. le C. de M.***", successivamente identificato in Louis-Raphaël-Lucrèce de Fayolle, Conte de Mellet. Anche questi sosteneva la teoria dell'origine egizia dei tarocchi, ma la sua teoria differiva in diversi punti dalla ricostruzione di De Gébelin, per esempio indicando un'introduzione dei tarocchi in Europa molto più tarda e che le uniche carte importanti fossero i trionfi e "Il Matto" e che le rimanenti (i semi di coppe, denari, spade e bastoni) fossero state aggiunte solo per meglio mimetizzare i trionfi. Il conte de Mellet suggeriva anche l'uso dei tarocchi in cartomanzia come strumento divinatorio, uso che sarà ripreso due anni dopo da Etteilla, che pubblicò un manuale per la lettura dei tarocchi, che diventò molto popolare.
Il volume conteneva le incisioni dei 22 ''Atouts'' e dei 4 Assi dei Tarocchi cosiddetti "marsigliesi", in cui gli elementi cristiani tradizionali erano stati eliminati o minimizzati. Per esempio Il Papa divenne l'"Alto Sacerdote", La Papessa l'"Alta Sacerdotessa", Il Carro fu trasformato in "Osiride trionfante", La Stella divenne Sirio (la "Canicola", o Stella del Cane) e la donna sotto di essa Iside. L'Appeso fu capovolto diventando La Prudenza (la quarta virtù cardinale che mancava dal mazzo dei tarocchi)

## L'origine del linguaggio
Per quanto riguarda specificatamente l'origine delle lingue, Court de Gébelin può essere considerato un precursore della moderna fonosemantica. Riprese la teoria della formazione meccanica di Charles de Brosses, ma la sviluppò in un'ottica non materialista: «Benché il Linguaggio sia l'applicazione dei suoni agli oggetti che hanno qualche rapporto con essi, non di meno è di origine divina. Non sono gli uomini che hanno formato questi suoni e questi rapporti; è Dio che fece dell'Uomo un Essere parlante».
In tal senso Court de Gébelin rappresenta l'anello di congiunzione tra l'approccio materialista-meccanicista di Charles de Brosses, e l'approccio occultista-spiritualista di Antoine Fabre d'Olivet. Rivolgendo la sua attenzione alla lingua ebraica, all'epoca considerata come la lingua originaria dell'umanità, Court de Gébelin sviluppò un modello fonetico universale in cui la varietà fonetica, come una tavolozza di colori, può servire a dipingere i significati mediante l'imitazione: «La Parola è la pittura delle nostre idee mediante i suoni dello strumento vocale».
Nell'analisi degli elementi fonetici, Court de Gébelin distingue le vocali dalle consonanti, indicandole rispettivamente come sons e intonations. Nel tentativo di definire uno schema fonetico universale, regolare e armonioso, Court de Gébelin distingue sette gradi per le vocali in scala discendente, come le note musicali comprese in una ottava, e sette articolazioni per consonanti, nelle due modalità forte e debole. In totale tre serie di sette, che portano a 21 il numero dei suoni semplici di questo inventario fonetico, basato sull'analogia musicale.

## Opere
- Les Toulousaines ou lettres historiques et apologétiques en faveur de la religion réformée et de divers protestants condamnés dans ces derniers temps par le parlement de Toulouse, 1763. Memoriali sui casi Calas e Sirven.
- Le Monde primitif analysé et comparé avec le monde moderne considéré dans son génie allégorique et dans les allégories auxquelles conduisit ce génie, nove volumi pubblicati tra il 1773-1782, con una nuova edizione nel 1786.
  - vol. I: Monde primitif analysé et comparé avec le monde moderne, piano generale dell'opera e allegorie orientali
  - vol. II: Grammaire universelle et comparative
  - vol. III: Origine du langage et de l'écriture
  - vol. IV: Histoire civile, religieuse et allégorique du calendrier
  - vol. V: Dictionnaire étymologique de la langue française
  - vol. VI e VII: Dictionnaire étymologique de la langue latine première partie e seconde partie
  - vol. VIII: L'histoire, le blason, les monnaies, les jeux
  - vol. IX: Dictionnaire étymologique de la langue grecque
- Histoire naturelle de la Parole, ou grammaire universelle à l'usage des jeunes gens, Parigi, 1776, in ottavo. Seconda edizione con prefazione e note di Jean-Denis Lanjuinais, Parigi, 1816, in ottavo°. Ripresa del secondo volume di Monde primitif
- Dictionnaire étymologique et raisonné des racines latines, à l'usage des jeunes gens, Parigi, 1780, in ottavo. Estratto del VI e VII volume di Monde primitif
- Lettre sur le Magnétisme animal, Parigi, 1783, in quarto, 47 pagine. Seconda edizione con un supplmento, Parigi, 1784, in quarto, 48 pagine.
- Devoirs du prince et du citoyen, pubblicato postumo, 1789.